# Levensloopregeling
De levensloopregeling (of: levensloop) is een regeling die sinds 1 januari 2012 niet meer beschikbaar is voor nieuwe deelnemers.
Het is een per 1 januari 2006 in Nederland met de Wet aanpassing fiscale behandeling VUT- en prepensioenregelingen en introductie levensloopregeling (Wet VPL) ingevoerde fiscale regeling om het sparen voor een vervangend inkomen tijdens een periode van onbetaald verlof voordeliger te maken. "Onbetaald" wil zeggen dat geen salaris uitbetaald wordt, in de plaats daarvan ontvangt de werknemer een uitkering uit zijn eigen levenslooptegoed.
De werkgever is verplicht aan de regeling mee te werken. De werknemer geeft aan bij welke instelling hij wil sparen voor levensloop en welk gedeelte van zijn inkomen de werkgever dient over te maken aan die instelling.

## Sparen
Werknemers die in 2011 al deelnamen aan de levensloopregeling en op 1 januari 2012 een saldo hebben van minstens € 3000 mogen jaarlijks maximaal 12% van hun jaarsalaris inleggen. Werknemers die op 1 januari 2005 minimaal 50 jaar oud waren, maar nog geen 55, mogen meer sparen dan 12% per jaar. Voor alle werknemers geldt dat zij in totaal niet meer mogen inleggen dan 210% van het jaarsalaris. Het spaartegoed mag dan nog wel groeien door bijvoorbeeld spaarrente of beleggingsrendement. Tussentijds een deel opnemen mag wel, daarna kan de 'levenslooppot' weer worden aangevuld tot 210% van het jaarsalaris.
De levensloopregeling wordt uitgevoerd door banken, verzekeraars en dochters van pensioenfondsen. De meeste van deze instellingen bieden verschillende varianten aan: spaarrekeningen, beleggingsrekeningen (veelal met een keuze uit verschillende risicoprofielen) en/of een verzekeringsvariant. Bij de beleggingsvariant bestaat het risico voor de deelnemer dat door tegenvallende beleggingsresultaten op enig moment het levenslooptegoed lager is dan het gestorte bedrag.

## Opname
Ook zonder verlofperiode kunnen willekeurig opnames gedaan worden. De gewenste uitkering wordt dan door de levensloopinstelling overgemaakt aan de werkgever. Deze houdt de verschuldigde loonbelasting in en maakt het geld over naar de werknemer.
Voor een opname in 2015 in één keer geldt, voor zover dit tegoed op 31 december 2013 al bestond, dat slechts 80% van deze opname belast werd.
Indien men werkzaam was bij een werkgever past de werkgever levensloopkorting toe, anders keert de verzekeringsinstantie het bedrag uit met inhouding van loonheffing.
Aan wie met pensioen gaat of de AOW-leeftijd bereikt, en eind 2021 aan iedere deelnemer die het spaartegoed nog niet (volledig) heeft opgenomen, wordt (het restant van) het spaartegoed in één keer uitgekeerd.
Een suggestie voor een speciale fiscale faciliteit voor omzetting van vrijgekomen tegoed in lijfrente is door de regering afgewezen.

## Inkomstenbelasting en premies sociale verzekeringen
Over het deel van het loon dat de werknemer spaart wordt op het moment van inleggen geen loonheffing ingehouden. De werknemer betaalt wel gewoon premies werknemersverzekeringen. Zodra de werknemer een opname doet wordt wel loonbelasting ingehouden over het opnamebedrag (inleg en rente). Premies werknemersverzekeringen hoeven niet meer te worden betaald, dat is immers al gebeurd. De loonbelasting betaalt de werknemer over het gespaarde tegoed én over de rente of het rendement. Daarbij geldt de levensloopverlofkorting van 205 euro per jaar waarin gespaard is, maar uitsluitend voor de jaren tot en met 2011. De inkomensafhankelijke premie zorgverzekering wordt net als de loonheffing niet in het jaar van sparen over de inleg, maar wel in het jaar van uitbetalen over de uitkering berekend.
Omdat de inleg aftrekbaar is voor de premies werknemersverzekeringen wordt een eventuele uitkering (WW of WIA) gebaseerd op een lager loon. Wettelijk is geregeld dat een werknemer maximaal 18 maanden onbetaald (levensloop)verlof op mag nemen voordat dit gevolgen heeft voor het recht op een eventuele uitkering.
Voor de inkomstenbelasting (box 1) komen de regels overeen met die voor de loonheffing.
Het saldo is vrijgesteld in box 3.

## Relatie tot vroegpensioen
De levensloopregeling is zoals gezegd ingevoerd met de Wet VPL; dit is dezelfde wet als waarbij de fiscale faciliteiten voor VUT en prepensioen afgeschaft zijn: o.a. is per 1 januari 2006 de fiscale aftrek van premies voor een overbruggingslijfrente (lopend tot de 65-jarige leeftijd) afgeschaft. Hierdoor zijn de regelingen onaantrekkelijk (zo niet onbetaalbaar) geworden. De levensloopregeling wordt gezien als vervanging voor het vroegpensioen. Dit is bijvoorbeeld terug te zien in enkele cao's waarin afspraken gemaakt zijn over levensloop als mogelijkheid om eerder te stoppen met werken voorafgaand aan het pensioen. De levensloopregeling onderscheidt zich van vroegpensioenregeling door het vrijwillige en individuele karakter en de grotere mate van flexibiliteit.
Het FLO-overgangsrecht van brandweer- en ambulancepersoneel houdt in dat men van 59- tot 62-jarige leeftijd verlof heeft en daarbij met gebruikmaking van vooral de levensloopregeling en in mindere mate een speciale spaarrekening voor het sparen van netto bedragen (gevoed door werkgeversbijdragen na inhouding van belasting) een percentage van zijn loon ontvangt, en vervolgens ontslag kan nemen met vervroegde ingang van het pensioen (op 62-jarige leeftijd dus). Extra werkgeversbijdragen bij de opbouw van het pensioen maken dit vervroegde ingaan mogelijk zonder dat het jaarlijkse pensioenbedrag lager wordt. Normaal gesproken zal de medewerker kiezen voor een pensioen dat tot de AOW-leeftijd hoger is dan daarna. Als bij het afspreken van deze hoog-laagconstructie is uitgegaan van een AOW-leeftijd van 65 jaar dan is door de verhoging van de AOW-leeftijd het inkomen sterk verlaagd van de 65-jarige leeftijd tot de AOW-leeftijd.

## Relatie tot spaarloon
Een werknemer kan zowel een spaarloontegoed als een levenslooptegoed hebben, en onafhankelijk van elkaar geld uit het spaarloontegoed opnemen en geld inleggen bij of opnemen uit het levenslooptegoed.
In de tijd dat nog spaarloon kon worden ingelegd (tot en met 2011) kon een werknemer echter niet in hetzelfde kalenderjaar bij de spaarloon- en de levensloopregeling geld inleggen.